# Marya al-Qibtiyya
Mārya al-Qibṭiyya (in arabo مارية القبطية‎?; ... – Medina, 637) è stata una schiava copta cristiana convertitasi all'Islam, sposa di Maometto.
Mārya bint Shamʿūn, detta al-Qibṭiyya, ossia Maria la Copta, fu una schiava copta cristiana egiziana che fu inviata in dono nel 628 a Maometto dal Patriarca di Alessandria Muqawqis, insieme alla sorella Sirin.  Numerose fonti, incluso Ibn Qayyim al-Jawziyya, affermano che ella rimanesse sempre una concubina. Fu madre del piccolo figliolo di Maometto (Ibrahim ibn Muhammad), che premorì ai genitori. Mārya non avrebbe mai sposato Maometto e morì cinque anni dopo di lui. La sua data di nascita è sconosciuta e nessuna fonte principale parla della sua età.

## L'"Anno delle delegazioni"
Nel sesto anno dell'Egira (627 – 628), Maometto si dice abbia scritto o fatto scrivere varie lettere ai principali governanti del Vicino Oriente, proclamando la nuova fede islamica ed esortando quei governanti a convertirsi. Il testo di queste pretese lettere è riprodotto in Muḥammad ibn Jarīr al-Ṭabarī e nel suo Taʾrīkh al-rusul wa l-mulūk (Storia dei profeti e dei re), scritto circa un quarto di millennio dopo quei fatti. Tabari scrive che una delegazione fosse giunta dall'Egitto, inviata a Medina dal Patriarca Muqawqis, che colà agiva come Governatore bizantino.
Ṭabarī così narra dell'arrivo di Mārya:
(Ṭabarī, Taʾrīkh al-rusul wa l-mulūk.)

## Status di concubina
Numerosi studiosi parlano di Marya al-Qibtiyya come di una concubina di Maometto. A negare ciò, parlando della sua conversione all'Islam (che renderebbe illecito il concubinato per ogni musulmano) vi sono anche Ibn Sa'd. e Ibn ʿAbd al-Barr mentre di opposto parere sono Ibn Qayyim al-Jawziyya e Ibn Hajar al-'Asqalani.
Ad accreditare lo status di concubina di Marya ci sarebbe il fatto che ella non vivesse nelle stanze adiacenti a quella del Profeta - come tutte le mogli - nel luogo che diventerà la Moschea del Profeta a Medina, bensì nella periferia dell'oasi.
Marya, inoltre, non è elencata nella biografia di Ibn Ishaq, quando questi enumera le mogli di Maometto.
Per contro, il vivere in località appartata potrebbe essere stato motivato dalla gelosia suscitata in qualche moglie, non tanto per essere Marya bella e cristiana, quanto per aver dato al Profeta un figlio maschio, Ibrāhīm, che morì assai presto e sulla cui tomba il padre, afflitto, pianse accoratamente.

Di li a poco anche Maometto morì.